# Kristian Arnstad
Kristian Arnstad (* 7. September 2003 in Oslo) ist ein norwegischer Fußballspieler. Zurzeit ist er in Dänemark beim Aarhus GF aktiv. Zuvor spielte er bei Stabæk IF und dem RSC Anderlecht. Die Position von Arnstad ist die des zentralen Mittelfeldspielers.

## Karriere

### Verein
Kristian Arnstad wurde in Oslo geboren und begann mit dem Fußballspielen beim ortsansässigen Fünftligisten IL Heming, bevor er zu Stabæk IF aus Bærum, einer Nachbarkommune von Oslo, wechselte. Ab 2018 lief er für die Reservemannschaft von Stabæk auf und gab am 21. Mai 2019 im Alter von 15 Jahren beim 6:1-Auswärtssieg im norwegischen Pokal gegen Elverum Fotball sein Pflichtspieldebüt für die Profimannschaft. Im September 2019 unterschrieb Arnstad – einige Zeit nach seinem 16. Geburtstag – einen Vertrag in Belgien beim RSC Anderlecht. Sein Debüt für die Profimannschaft des Rekordmeisters gab er am 4. Oktober 2020 bei der 0:3-Niederlage im Auswärtsspiel gegen FC Brügge in der Division 1A. Kristian Arnstad kam in der Saison 2020/21 zu insgesamt vier Pflichtspieleinsätzen für die erste Mannschaft des Vereins aus Anderlecht und war auch in der Saison 2021/22 lange Zeit oftmals nicht einmal Teil des Spieltagskaders, ehe er in den Play-offs um die Meisterschaft in fünf von sechs Spielen zum Einsatz kam.
In der Saison 2022/23 spielte er dann schließlich regelmäßiger und war im Ligaalltag in der Division 1A in 27 von 34 Spielen zum Einsatz gekommen. Zudem erreichte Arnstad mit dem RSC Anderlecht in der UEFA Europa Conference League das Viertelfinale und schied dort gegen AZ Alkmaar aus. In der nächsten Saison bestritt er nur 14 von 40 möglichen Ligaspielen und ein Pokalspiel.
Nach der Saison wechselte Arnstad zu Aarhus GF.

### Nationalmannschaft
Im Jahr 2018 absolvierte Kristian Arnstad sieben Einsätze für die norwegische U-15-Nationalmannschaft. Im Kalenderjahr 2019 spielte er in 15 Partien für die U-16-Nationalmannschaft und schoss dabei fünf Tore. 2021 bestritt er mehrere Freundschaftsspiele für die U-18-Nationalmannschaft. Nachfolgend stand er in Qualifikationsspielen für die U-19- und U-21-Nationalmannschaft auf dem Platz. Bei der U 21-Europameisterschaft 2023 gehörte er nicht zum norwegischen Kader.